# Otteana truncicola
Otteana truncicola är en insektsart som beskrevs av Andrej Vasiljevitj Gorochov 1996. Otteana truncicola ingår i släktet Otteana och familjen syrsor. Inga underarter finns listade i Catalogue of Life.